# Сараева (деревня)
Сараева — упразднённая деревня в Абатском районе Тюменской области России. На момент упразднения входила в Коневское сельское поселение. Исключена из учётных данных в 1990-е годы.

## География
Располагалась на востоке Абатского района, на границе с Омской областью, юго-восточнее заболоченной поймы реки Ир с озером Сугатово, на расстоянии примерно 3 километра (по прямой) к юго-западу от деревни Бития.

## История
Основана в 1800 году. В 1928 году состояла из 40 хозяйств. В административном отношении входила в состав Битиинского сельсовета Крутинского района Омского округа Сибирского края.

## Население
| 1989 |
| ---- |
| 3    |

По данным переписи 1926 года в деревне проживало 207 человек (98 мужчин 109 женщин), основное население — русские.